# Harbin Z-21
L'Harbin Z-21 è un elicottero d'attacco pesante, bi-turbina in fase di sviluppo da parte della cinese Harbin Aircraft Industry Group per esigenze dell'Esercito Popolare di Liberazione.

## Storia dello sviluppo
L'esistenza di questo nuovo elicottero d'attacco è stata svelata solo a marzo 2024, quando sono state diffuse le immagini di un nuovo elicottero d'attacco che sembrerebbe appartenere come dimensioni alla stessa classe dell'AH-64 Apache statunitense.

### Tecnica
Delle specifiche di questo nuovo elicottero non si hanno ancora dati certi, ma dalle immagini venute fuori è stato notato che il rotore e la coda sembrano essere copiati dallo Z-20, a sua volta copia dello statunitense UH-60. Lo sviluppo dello Z-21 coinvolgerebbe Harbin, responsabile dello Z-20, così come Changhe, che produce l'elicottero d'attacco Z-10. Si dice che anche il 602º Istituto di ricerca, che ha svolto un ruolo chiave nella progettazione dello Z-10, sia coinvolto nello sviluppo del più grande Z-21. Questo di conseguenza potrebbe far dedurre che vi sia stato installato, in due esemplari, lo stesso propulsore dello Z-20, la turbina WZ-10.
Sempre nelle immagini è stato evidenziata la presenza di un cannone sotto il ventre e antenne sul muso per le prove di volo, quest'ultimo particolare rende evidente che si tratta di un prototipo.
Altro aspetto che porterebbe a pensare che l'elicottero sia stato sviluppato congiuntamente dalle due aziende cinesi è il design della fusoliera anteriore e del tettuccio della cabina di pilotaggio simili a quello del WZ-10. Anche i mozziconi delle ali esterne per contenere le armi hanno avrebbero la stessa forma, con la parte anteriore leggermente diritta e la parte posteriore inclinata.
Come i lotti successivi del WZ-10, l'elicottero presenta gli scarichi del motore rivolti verso l'alto, misura contro i missili antiaerei a ricerca di calore e infrarossi provenienti dai lati o da terra.
Dalle stesse immagini sembrerebbe essere dotato di un carrello di atterraggio fisso e non retrattile.